# هادي حبيش
ولد النائب هادي حبيش في الأول من تموز عام 1974 في القبيات شمال لبنان، متأهل من السيدة سينتيا قرقفي ولهما أربعة أولاد.

## عائلته
- هادي حبيش هو نجل الشيخ فوزي حبيش، النائب السابق ووزير الثقافة والتعليم،
- والدته وتيريز ضاهر .
- إخوته : زياد ولينا.

## الدراسة والعمل
حائز على إجازة في الحقوق من جامعة الحكمة عام 1997، تدرج في المحاماة حتى عام 2001 حيث أسس مكتبه الخاص وتولى ممارسة مهنته حتى يومنا هذا.

## المسيرة السياسية
تم انتخابه عام 2005 عن المقعد الماروني في عكار ليصبح أصغر نائباً في البرلمان، قبل أن يحافظ على مقعده مجدداً في انتخابات 2009.
ابن النائب والوزير السابق فوزي حبيش، الذي اُنتخب نائباً عن عكار في العام 1996 ثم تولّى مهام وزارة الثقافة والتعليم العالي.
عضو لجنة الإدارة والعدل في مجلس النواب
ساهم في تشريع عدداً من القوانين أبرزها تثبيت عناصر الدفاع المدني.
أسس نادي القبيات الرياضي وبنى مجمع رياضي ضخم.
افتتح تعاونية موظفي الدولة في حلبا بعد مبادرة شخصية منه.
قاد حملة تشجير كبيرة في عكار قوامها 3000 شجرة.
داعم رئيسي لجمعية أجيال للتنمية التي أسستها زوجته سينتيا وتعني بالشأن الإنساني، البيئي، السياحي والمنظمة لمهرجانات القبيات.